# Maurice de Vlaminck
Maurice de Vlaminck, född 5 april 1876 i Paris, Frankrike, död 7 oktober 1958 i Rueil-la-Gadelière, var en fransk målare och grafiker.

## Biografi
Maurice de Vlaminck föddes i Paris av flamländska föräldrar. Han var utan formell skolning och påstod gärna att han aldrig satt sin fot på Louvren. Den enda förebild han medgav sig ha haft var van Gogh, vars expressiva sätt att använda färgen utgjorde grunden till Vlamincks fauvism.
Tillsammans med André Derain var han en av de första målarna som samlade afrikanska masker (cirka 1905), och hans fauvistiska målningar har en starkare, mer primitiv intensitet än de samtida, parisiska målarna, till exempel Röda träd (1906). Vlaminck menade, att "instinkten utgör grunden till all konst. Jag försöker måla med hjärtat och lemmarna". 
År 1907 tog han starka intryck av Cézanne, och efter en period kring 1910 med mera dämpade färger stegrades åter hans uttrycksfullhet, och med breda svepande penseldrag och hetsiga färger måade han stormande hav och ensliga bygator under molntyngd himmel, tavlor som gjorde honom till en av Frankrikes populäraste landskapsmålare. Vlaminck är representerad vid bland annat Göteborgs konstmuseum.